# Cap de Tortosa
El cap de Tortosa (situat a l'illa de Buda) és el cap que més sobresurt de la costa catalana. Tot i així, no és el més emblemàtic. Situat en el municipi de Sant Jaume d'Enveja, constitueix el límit entre la costa Daurada i la costa dels Tarongers. És el punt més oriental del delta de l'Ebre, i és mòbil. El 1911 s'hi va instal·lar un far, que el 1927 va enfonsar-se sota les aigües.